# Fa major
Fa major (també FaM en la notació europea, i F en la notació americana) és la tonalitat que té l'escala major a partir de la nota fa; així està constituïda per les notes fa, sol, la, si♭, do, re i mi. La seva armadura conté un bemoll, el si bemoll. El seu relatiu menor és la tonalitat de re menor, i la tonalitat homònima és fa menor.
Fa major és la tonalitat natural del corn anglès, el corno di basseto, la trompa en Fa, la trompeta en Fa i la tuba wagneriana. Així, la música a fa major per a aquests instruments transpositors està escrita en Do major. La majoria sona una quinta justa més greu que el que està escrit, amb l'excepció de la trompeta en Fa, que sona una quarta justa més aguda.
De les sis obertures que Francesco Maria Veracini va escriure per al príncep de Dresden, moltes són en Fa major o en Si bemoll major, a causa de les limitacions dels instruments de vent de l'orquestra del príncep.

## Exemples de composicions en fa major

### Composicions clàssiques
- Concert de Brandenburg núm. 1 i núm. 2 - Johann Sebastian Bach
- Simfonia núm. 6 "Pastoral" - Ludwig Van Beethoven
- Octet - Franz Schubert
- Simfonia núm. 3 - Johannes Brahms

### Altres tipus de música
- Himnes de Gran Bretanya (God Save the Queen) i el Perú.
- Hey Jude - The Beatles
- Yesterday - The Beatles
- Sail Away - Randy Newman
- Bat out of Hell - Meat Loaf
- Kentucky Rain - Elvis Presley
- Space Oddity - David Bowie
- Scar Tissue - Red Hot Chili Peppers
- La Cucaracha - Tradicional mexicana
- Happy Birthday to You - Tradicional
- Don't Stop Me Now - Queen
- Right Where It Belongs - Nine Inch Nails
- Wouldn't It Be Nice - The Beach Boys
- You Sexy Thing - Hot Chocolate
- Go Your Own Way - Fleetwood Mac
- Nobody Does It Better - Carly Simon